# Santa Rosalía (Kolumbia)
Santa Rosalía – miasto w Kolumbii, w departamencie Vichada.